# هسوایلر
هسوایلر (به آلمانی: Hesweiler) یک شهر در آلمان است که در کوخم-تسل واقع شده‌است. هسوایلر ۱۴۸ نفر جمعیت دارد.